# Filipe Azevedo (calciatore)
Filipe Vaz de Azevedo (Valence, 21 gennaio 1975) è un ex calciatore portoghese, di ruolo attaccante.

## Carriera
Ha giocato nella massima serie dei campionati portoghese, russo e cipriota.